# العلاقات الجنوب إفريقية المصرية
العلاقات الجنوب أفريقية المصرية هي العلاقات الثنائية التي تجمع بين جنوب أفريقيا ومصر.

## مقارنة بين البلدين
هذه مقارنة عامة ومرجعية للدولتين:
| وجه المقارنة                                              | جنوب أفريقيا | مصر           |
| --------------------------------------------------------- | --- | ------------- |
| المساحة (كم2)                                             | 1.22 مليون | 1.01 مليون    |
| عدد السكان (نسمة)                                         | 57.73 مليون | 94.80 مليون   |
| الكثافة السكانية (ن./كم²)                                 | 47.32 | 93.86         |
| العاصمة                                                   | بريتوريا، بلومفونتين، كيب تاون | القاهرة       |
| اللغة الرسمية                                             | لغة إنجليزية، اللغة الأفريقانية، اللغة النديبلي الجنوبية، اللغة السوثو الشمالية، اللغة السوتية، لغة سوازي، اللغة التسونجا، اللغة التسوانية، اللغة الفيندية، اللغة الكوسية، اللغة الزولوية | اللغة العربية |
| العملة                                                    | راند جنوب أفريقي | جنيه مصري     |
| الناتج المحلي الإجمالي (بليون دولار)                      | 349.42 مليار | 235.37 مليار  |
| الناتج المحلي الإجمالي (تعادل القوة الشرائية) بليون دولار | 725.91 مليار | 998.67 مليار  |
| الناتج المحلي الإجمالي الاسمي للفرد دولار أمريكي          | 5.72 ألف | 3.61 ألف      |
| الناتج المحلي الإجمالي للفرد دولار أمريكي                 | 13.05 ألف |               |
| مؤشر التنمية البشرية                                      | 0.666 | 0.690         |
| رمز المكالمات الدولي                                      | +27 | +20           |
| رمز الإنترنت                                              | .za | .eg، .مصر     |
| المنطقة الزمنية                                           | ت ع م+02:00، أفريقيا/جوهانسبرغ ‏ | ت ع م+02:00   |

## مدن متوأمة
في ما يلي قائمة باتفاقيات التوأمة بين مدن جنوب أفريقية ومصرية:
- ترتبط ديربان مع الإسكندرية باتفاقية توأمة.

## منظمات دولية مشتركة
يشترك البلدان في عضوية مجموعة من المنظمات الدولية، منها:
| علم المنظمة | اسم المنظمة                                                | تاريخ انضمام جنوب أفريقيا | تاريخ انضمام مصر |
| ----------- | ---------------------------------------------------------- | ------------------------- | ---------------- |
|             | مؤسسة التنمية الدولية                                      | 12 أكتوبر 1960            | 26 أكتوبر 1960   |
|             | يونسكو                                                     | 4 نوفمبر 1946             | 22 يناير 1947    |
|             | وكالة ضمان الاستثمار متعدد الأطراف                         | 10 مارس 1994              | 12 أبريل 1988    |
|             | الأمم المتحدة                                              | 7 نوفمبر 1945             | 24 أكتوبر 1945   |
|             | العملية المشتركة للاتحاد الأفريقي والأمم المتحدة في دارفور | ?                         | 31 يوليو 2007    |
|             | الفريق المعني برصد الأرض                                   | ?                         | فبراير 2005      |
|             | الاتحاد البريدي العالمي                                    | ?                         | ?                |
|             | البنك الدولي للإنشاء والتعمير                              | 27 ديسمبر 1945            | 27 ديسمبر 1945   |
|             | المنظمة الهيدروغرافية الدولية                              | ?                         | 21 يونيو 1921    |
|             | الاتحاد الدولي للاتصالات                                   | 1910                      | 9 ديسمبر 1876    |
|             | مؤسسة التمويل الدولية                                      | 3 أبريل 1957              | 20 يوليو 1956    |
|             | منظمة التجارة العالمية                                     | 1995                      | 30 يونيو 1995    |
|             | منظمة الشرطة الجنائية الدولية                              | ?                         | 7 سبتمبر 1923    |
|             | الاتحاد الأفريقي                                           | 6 يونيو 1994              | 9 يوليو 2002     |
|             | البنك الإفريقي للتنمية                                     | ?                         | 10 سبتمبر 1964   |

## وصلات خارجية
- موقع وزارة الخارجية الجنوب أفريقية
- موقع وزارة الخارجية المصرية